# Марија Јакшић
Марија Јакшић — Венигер (Београд, 21.4.1978) српска је глумица и водитељка.

## Биографија
Глуму је завршила у класи Радета Марковића на БК академији.
Глумила је у представама „Курва из Харлема“, „Мачак у чизмама“ и „Тераса“. Такође је глумила у споту Владе Георгиева „Жена без имена“ а била је и водитељка емисије „Сав тај Пинк“.
Сликала се обнажена за Плејбој од септембра 2007. године. Бави се и хуманитарним радом (помаже деци без родитељског старања и деци са посебним талентима).

## Филмографија
| Год.     | Назив                         | Улога                         |
| -------- | ----------------------------- | ----------------------------- |
| 2000.-те |                               |                               |
| 2002.    | Мала ноћна музика             | Весна                         |
| 2000.    | Кордон (ТВ)                   | Медицинска сестра             |
| 2003.    | Мјешовити брак (серија)       | Оља                           |
| 2003.    | Мирис формалина (кратак филм) |                               |
| 2005.    | Идеалне везе (серија)         |                               |
| 2005.    | Ми нисмо анђели 2             | Николина девојка на рођендану |
| 2006.    | Сељаци (серија)               | Дивна                         |
| 2006.    | Агенција за СИС (серија)      | Вукица                        |